# El Porvenir de Zamora
El Porvenir de Zamora es una planta de distribución hidroeléctrica que comenzó a funcionar a comienzos del siglo XX. Siendo uno de los primeros promotores de la Sociedad Anónima el ingeniero Federico Cantero Villamil. Creada la sociedad en 1899 no empezó a construir saltos hasta que en 1902 se edifica el salto de San Román de los Infantes. La sociedad gestionó igualmente otros saltos como el del Trenchón, siendo en 1915 la intención del Porvenir la de gestionar todos los saltos del Duero. El Porvenir fue creando ya, a comienzos del siglo XX, el que era un incipiente sistema eléctrico español.

## Historia
Se crea una Sociedad Anónima el 18 de junio de 1899 bajo el nombre de “El Porvenir de Zamora” que tiene por objeto gestionar la distribución de la red eléctrica en la provincia de Zamora. En ella se integran voluntades y recursos necesarios para el buen fin de la obra, siendo su capital inicial total de 1.400.000 pesetas. En mayo de 1900 El Porvenir de Zamora se convierte en la única compañía suministradora de energía eléctrica en la ciudad, tras adquirir las instalaciones de Electra Zamorana. La corriente eléctrica empleada en la iluminación de calles y en la industria era ya una realidad en aquella época, cabe pensar que en el año 1890 las dos ciudades españolas: Jerez de la Frontera y Haro eran las primeras ciudades de España que iluminaron así sus calles. Algunas viviendas de Zamora tenían luz eléctrica ya el 1 de febrero de 1897. 

### Inicios de Operación
Inicia las operaciones el "Porvenir de Zamora" en 1902 con la construcción del salto de San Román de los Infantes en las cercanías de Zamora (inaugurada el 1 de enero de 1903), capaz de producir seis mil caballos de potencia. Gestionando la distribución a la ciudad de Zamora, Salamanca y parte de Valladolid. La intención del ingeniero Cantero era la de continuar invirtiendo para poder afrontar el acoso de la creciente competencia en el sector. Pero desde 1912 el consejo de administración desoía los consejos de Cantero. Es cuando en 1934, al construir el salto de Ricobayo cuando irrumpe en el mercado un competidor denominado "Consorcio de los Saltos del Duero". 

### Absorción
El Porvenir de Zamora gestiona la planta de San Román hasta que el 12 de abril de 1951 es absorbida por Iberduero y finalmente disuelta en diciembre de ese mismo año.